# 量産型リコ -プラモ女子の人生組み立て記-
『量産型リコ -プラモ女子の人生組み立て記-』（りょうさんがたリコ プラモじょしのじんせいくみたてき）は、2022年7月1日（6月30日深夜）から9月2日（1日深夜）までテレビ東京系列の「木ドラ24」枠で放送されたテレビドラマ。主演は、地上波連続ドラマ初主演となる与田祐希（乃木坂46）。
量産型と揶揄される、イベント会社で働くごく普通のOLが町の模型店で量産型ザクと出会ってプラモデルに魅了されたことをきっかけに自分自身を見つめ直し、成長していく姿が描かれる。
2023年6月30日から9月1日まで、別の「もう1つの世界」を生きる小向璃子の成長を描く『量産型リコ -もう1人のプラモ女子の人生組み立て記-』が同枠にて放送された。

## 製作
主演の与田祐希は、演じる主人公の小向璃子について「情熱的に生きることよりも安定・平和を望み、特別な趣味や特技もないごく普通の、いわゆる量産型な女の子。私自身も共感できる部分が多く、これから璃子の人生を組み立てていく日々がとても楽しみです!」とコメントしている。
企画・原案・脚本の畑中翔太は、「『深夜ドラマ×プラモデル』というなんともワクワクするオリジナルドラマが生まれました」とした上で、「この作品は『単なるプラモドラマ』にあらず、与田さん演じる主人公の璃子が『プラモデル』との出会いを通じて、自身との向き合い方や周囲との関係性が少しずつ変化していく『ホビー・ヒューマンドラマ』です。璃子がプラモデルを組み立てていくように、自分の人生を組み立てていく小さな成長記にご期待ください!」と語っている。

## あらすじ
イベント会社で働く、ごく普通の女子である小向璃子は、同僚の浅井祐樹から言われた「量産型の人間」という言葉に自問自答する。そんな時に、町の模型店で機動戦士ガンダムの量産型ザクと出会ってプラモデルに魅了され、それをきっかけに自分自身を見つめ直し、周囲の人たちも巻き込みながら次第に成長していく。

## キャスト

### 主要人物
小向璃子（こむかい りこ）
演 - 与田祐希 （幼少期：池谷美音）
主人公。「FUNFUN CREATE」に勤務。社内で「のほほん部署」と言われるイベント3部に所属。
性格、容姿、好きなもの、価値観など、何もかもが平均的なごく普通の「量産型」の女子。

### FUNFUN CREATE
璃子たちが勤務するイベント企画会社。

#### イベント3部
中野京子（なかの きょうこ）
演 - 藤井夏恋
璃子の先輩で、お姉さん的存在。
高木真司（たかぎ しんじ）
演 - 望月歩（幼少期：吉田大駕）
イベント1部から異動してきた、璃子の後輩。
猿渡敦（さるわたり あつし）
演 - 与座よしあき
3部の年長3人組の一人。元イベント1部のエース。
雉村仁（きじむら ひとし）
演 - 森下能幸（青年期：鍋岡守）
部長代理。3部の年長3人組の一人。嶋田社長とは同期。昔はプラモデル製作が趣味のモデラーだった。
早期退職を考えていたが、璃子と一緒にプラモデルを製作してから、仕事でも璃子や真司に頼りにされるようになる。
犬塚輝（いぬづか あきら）
演 - マギー（幼少期：石川誉）
部長。3部の年長3人組の一人。

#### イベント1部
大石亮太（おおいし りょうた）
演 - 中島歩（幼少期：斎藤潤）
イベント1部のエース社員。
浅井祐樹（あさい ゆうき）
演 - 前田旺志郎
璃子の同期。

#### その他
モデル
演 - 宮下かな子、雪見みと
満天のど飴「のど、満天になれ」の販促ポスターのモデル。

### 矢島模型店
郁田ちえみ（いくた ちえみ）
演 - 石川恵里加（LINKL PLANET）
アルバイト。璃子のことを最初に製作したプラモデルから「ザクねえ」と呼ぶ。
矢島一（やじま はじめ）
演 - 田中要次
店主。通称・やっさん。以前はサラリーマンとして働いていたが脱サラをし、現在の店を経営している。

### ゲスト

#### 第1話
嶋田光一郎
演 - 阪田マサノブ（第4話、第5話、最終話）（青年期：長友郁真）
FUNFUN CREATEの社長。
竹野慎太郎
演 - 感謝野郎（第8話）
イベント2部の社員。
社員
演 - 舞木ひと美（第5話）
イベント2部の社員。合同企画プレゼンをする。

#### 第2話
クライアント
演 - 明樂哲典、蒲生あすみ
京子と璃子がプレゼンする、スポーツカーPRイベントのクライアント。

#### 第3話
ミキキ
演 - 安藤玲菜（LINKL PLANET）
「満天のど飴」のイベント出演予定のタレント。
「がんばれセミ子さん」というミキキの曲の振り付けで璃子が本人の前で踊る。

#### 第4話
満天のど飴の社員
演 - 岡田菜々美、遠藤かおる
雉村から「満天のど飴」の新しいグッズの提案を受ける。

#### 第6話
佐伯翔真
演 - 小山蒼海
璃子の甥（姉の子）。姉（佐伯もえ）の夫の入院のため璃子が預かることになった。

#### 第7話
北ひなみ
演 - 夏子
大石の大学の同級生で元カノ。日本酒の蔵元・カキツバタ酒造の一人娘。
日本酒バーの女将をしており、京子と真司が店を訪ねる。
FUNFUN CREATE の社員
演 - 荒井芽衣、大音奏依、宮﨑菜々、以上3名（LINKL PLANET）
京子に協力して大石に関する社内の情報を提供する。

#### 第8話
スタートアップ企業の経営者
演 - 根岸拓哉
家庭用の医療機器を扱うスタートアップ企業の経営者。京子がバーで知り合った。
ミライEXPOにブースを出したいと京子に依頼するが、後日資金が調達できなかったと一方的にキャンセルを申し出る。

#### 第9話
会社の役員
演 - 吉見幸洋、吉成友良
浅井が役員会で業務のプレゼンをした時にイベント3部存続の「ゲリラ提言」をする。
浅井の上司
演 - 藤田健彦
浅井の直属の上司。役員会での浅井の言動を叱責。来月から人事部に異動だと言い渡す。

## スタッフ
- 企画・原案・プロデュース - 畑中翔太（dea/BABEL LABEL）
- 脚本 - 畑中翔太（dea/BABEL LABEL）、マンボウやしろ、ゴージャス村上、オコチャ
- 監督 - アベラヒデノブ
- 音楽 - 岩本裕司
- オープニングテーマ - 樋口楓「ビューティーMYジンセイ!」（Lantis）[15]
- エンディングテーマ - LINKL PLANET「ツクッテクミタテテ」[16]
- プロデューサー - 寺原洋平（テレビ東京）、漆間宏一（テレビ東京）、山田久人（BABEL LABEL）、雨無麻友子（スタジオねこ）
- 制作 - テレビ東京、BABEL LABEL
- 制作協力 - BANDAI SPIRITS
- 製作著作 - 「量産型リコ」製作委員会

## 放送日程
| 各話   | 放送日  | サブタイトル             | 脚本           |
| ------ | ------- | ------------------------ | -------------- |
| 第1話  | 7月01日 | 量産型なワタシ           | マンボウやしろ |
| 第2話  | 7月08日 | 1/24の情熱               | ゴージャス村上 |
| 第3話  | 7月15日 | イベント3部の真司君      | マンボウやしろ |
| 第4話  | 7月22日 | 雉村さんの船出           | 畑中翔太       |
| 第5話  | 7月29日 | リコ、レディ・ゴー!      | オコチャ       |
| 第6話  | 8月05日 | 8歳のパイセン            | ゴージャス村上 |
| 第7話  | 8月12日 | ローマは一日にして成らず | オコチャ       |
| 第8話  | 8月19日 | 姉御はヒーロー           | 畑中翔太       |
| 第9話  | 8月26日 | 機動戦士アサイ           | マンボウやしろ |
| 最終話 | 9月02日 | 1/1のワタシ              | マンボウやしろ |

## 放送局
| 放送期間                 | 放送時間         | 放送局         | 対象地域       | 備考                     |
| ------------------------ | ---------------- | -------------- | -------------- | ------------------------ |
| 2022年7月1日 - 9月2日    | 金曜 0:30 - 1:00 | テレビ東京     | 関東広域圏     | 製作局                   |
|                          |                  | テレビ大阪     | 大阪府         |                          |
|                          |                  | テレビ愛知     | 愛知県         |                          |
|                          |                  | テレビせとうち | 岡山県・香川県 |                          |
|                          |                  | テレビ北海道   | 北海道         |                          |
|                          |                  | TVQ九州放送    | 福岡県         |                          |
| 2022年7月6日 - 9月7日    | 水曜 0:00 - 0:30 | BSテレ東       | 全国           |                          |
|                          |                  | BSテレ東4K     | 全国           | 4Kアップコンバートで放送 |
| 2022年9月14日 - 11月16日 | 水曜 0:00 - 0:30 | テレビ和歌山   | 和歌山県       |                          |
| 2022年9月19日 - 11月21日 | 月曜 0:30 - 1:00 | びわ湖放送     | 滋賀県         |                          |
| 2023年1月26日 -          | 木曜 0:55 - 1:25 | 静岡放送       | 静岡県         |                          |

## ネット配信
| 配信開始月 | 配信サイト     | 配信料金     | 備考       |
| ---------- | -------------- | ------------ | ---------- |
| 2022年7月  | ネットもテレ東 | 広告付き無料 | 見逃し配信 |
| 2022年7月  | TVer           | 広告付き無料 | 見逃し配信 |
| 2022年7月  | GYAO!          | 広告付き無料 | 見逃し配信 |
| 2022年7月  | dTV            | 定額制有料   |            |
| 2022年7月  | ひかりTV       | 定額制有料   |            |

## 登場プラモデル
劇中に登場するプラモデル。
| 各話   | プラモデル                                                                                       | 作成者                     |
| ------ | ------------------------------------------------------------------------------------------------ | -------------------------- |
| 第1話  | BANDAI SPIRITS 1/144 量産型ザク ベストメカコレクション11                                         | 小向璃子                   |
| 第2話  | 青島文化教材社 1/24 ニッサンR35GT-R ピュアエディション'14 ザ・モデルカーシリーズ03               | 小向璃子                   |
| 第3話  | BANDAI SPIRITS RG 汎用ヒト型決戦兵器 人造人間エヴァンゲリオン初号機                              | 高木真司                   |
| 第4話  | BANDAI SPIRITS 1/1000 宇宙戦艦ヤマト2202（最終決戦仕様）                                         | 小向璃子 雉村仁            |
| 第5話  | タミヤ フルカウルミニ四駆シリーズ No.34 ビクトリーマグナム プレミアム カーボンスーパーIIシャーシ | 小向璃子 大石亮太          |
| 第6話  | BANDAI SPIRITS BB戦士373 LEGEND BB 武者頑駄無                                                    | 佐伯翔真 小向璃子          |
| 第7話  | BANDAI SPIRITS Figure-riseLABO 南ことり                                                          | 小向璃子                   |
| 第8話  | BANDAI SPIRITS Figure-rise Standard ULTRAMAN [B TYPE] -ACTION-                                   | 中野京子 小向璃子 高木真司 |
| 第9話  | BANDAI SPIRITS HGUC 1/144 RGM-79 ジム                                                            | 浅井祐樹 小向璃子          |
| 最終話 | BANDAI SPIRITS MG 1/100 RX-78-2 ガンダムVer.3.0                                                  | 小向璃子                   |

## 備考
- 5月7日、番組関係者3人に発熱症状があり、新型コロナウイルス陽性が判明。8日までに関係者計13人の陽性が確認されたため、以降の撮影が一時休止となった[28]。9日の発表時点では番組名は公表されず、主演の与田祐希の感染が8日に判明したと、乃木坂46の公式サイトで10日に発表された[29]。